# Trichoderma strictipile
Trichoderma strictipile Bissett – gatunek grzybów należący do rodziny rozetkowatych (Hypocreaceae).

## Systematyka i nazewnictwo
Pozycja w klasyfikacji według Index Fungorum: Trichoderma, Hypocreaceae, Hypocreales, Hypocreomycetidae, Sordariomycetes, Pezizomycotina, Ascomycota, Fungi.
Po raz pierwszy opisał go w 1992 r. John Bissett i nadana przez niego nazwa jest aktualna. Synonim: Hypocrea strictipilosa P. Chaverri & Samuels 2003.

## Morfologia
Tworzy oprószone, ciemnozielone podkładki. Nie rozwija się konidiom. Konidiofory tworzą się na grubościennym trzonku o średnicy do 10 μm, rozgałęziają się asymetrycznie, gałęzie podstawowe o średnicy 7–9 μm, grubościenne, szybko zwężające się ku górze, dalsze rozgałęzienia przeważnie o średnicy 4–5 μm, odgałęzienia końcowe i początki komórek konidiotwórczych o średnicy 2,5–4,5 μm. Osie główne proste lub kręte, w większości słabo zaznaczone, zakończone płodnymi konidioforami o długości około 50 μm, często z kilkoma krótkimi parami rozgałęzień ustawionych pod kątem prostym lub lekko nachylonych do góry, oraz pojedynczymi komórkami konidiogennymi na górnych poziomach; lub kończące się prostymi, początkowo sterylnymi, potem płodnymi wydłużeniami wystającymi 100–200 μm. Komórki konidiotwórcze (4–) 5–15 (–23) × (2,5–) 3–4 (–4,5) µm, butelkowate i nierównoboczne lub ampułkowate i symetryczne lub z wygiętą szyjką, pojedyncze lub w okółkach po 2–3 (– 5). Konidia tworzą się w maleńkich główkach o średnicy poniżej 30 µm, mają wymiary (3,5–) 4–6 (–8,5) × (2,5–) 3–3,5 (–4,5) µm, są elipsoidalne, rzadziej cylindryczne lub jajowate, zielone, gładkie, z kilkoma dużymi lub wieloma małymi gutulami.
Perytecja powstają także na podkładkach o średnicy (0,7–) 1–3 (–4) mm i grubości 0,5–1,5 mm, o poduszeczkowatym lub soczewkowatym, rzadziej innym kształcie. Dolna część podkładek jest centralnie przyczepiona do podłoża, często przypominająca szeroki trzon, bladoomarańczowa. Powierzchnia gładka, z licznymi drobnymi, ale wyraźnymi kropkami ostioli, początkowo o barwie od białej do bladożółtawej, następnie żółtawej, kropki ostioli początkowo bladobrązowawe, po dojrzewaniu stają się oliwkowe do ciemnozielonych, w czasie wydostawania się askospor kolor zmienia się i może być szarożółty, ciemnozielony do czarnego, ostatecznie czerwonawobrązowy. Perytecja (135–) 165–210 (–235) × (90–) 115–170 (–190) µm, kolbowate lub kuliste. Szyjki ostioli o długości 55–66 (–70) μm, płaskie lub wystające na 20 (–30) μm. Perydium żółte, w KOH pomarańczowożółte. Brak hamatecjum. Worki (90–) 100–120 (–135) × (5–) 5,5–6,5 (–7,5) μm, z trzonem o długości do 23 (–36) μm. Askospory żółtawozielone, brodawkowate, złożone z dwóch różniących się komórek. Komórka dystalna (4–) 4,5–5,5 (–6,5) × (3,5–) 4,5–5 (–5,5) μm, prawie kulista, komórka proksymalna (4,5–) 5–6,5 (–8) × (3,2–) 3,7–4,3 (–5) µm, cylindryczna lub klinowata.

## Występowanie i siedlisko
Podano stanowiska Trichoderma strictipile w Ameryce Północnej i Europie. W Polsce do 2003 r. podano 1 stanowisko na korzeniach sosny, w późniejszych latach podano następne (jako Hypocrea strictipilosa).